# Герб Дзержинского
Герб города Дзержинский — официальный символ города Дзержинский и муниципального образования «Городской округ Дзержинский».

## История принятия
Первый герб города Дзержинский был утверждён 21 сентября 1989 года решением сессии Дзержинского городского Совета народных депутатов.
22 октября 1997 года утверждена новая версия герба, основанная на версии 1989 года и учитывающая замечания геральдической экспертизы в Государственной Герольдии при Президенте РФ. Существенно герб не поменялся, была убрана лишь стилизованная башня Кремля в левом верхнем углу.

## Авторский коллектив
Авторами герба являются Юрий Моченов и Константин Моченов.
Художниками — Игорь Янушкевич и Роберт Маланичев.

## Описание
Официальное геральдическое описание герба города Дзержинский звучит так:

В червлёном (красном) поле серебряная стоящая на лазоревой (голубой, синей) волнистой оконечности стена без зубцов о двух серебряных башнях, из которых правая ниже и имеет сквозную двойную арку; кровли башен — остроконечные, зелёные, с такими же флюгерами в виде двух флажков о двух окосицах; из-за стены восходит золотое, со вписанными пятью прямыми лучами солнце—  Решение Городской Думы города Дзержинского Московской области № 3/9 от 22 октября 1997 года
Корона
В 2005 году Геральдический совет при Президенте Российской Федерации утвердил систему муниципальных корон России, в соответствии с которой для гербов городских округов установлена золотая башенная корона о пяти видимых зубцах.
Однако герб Дзержинского был принят до установления данной системы, а потому не отражает муниципального статуса.

## Символика герба
В гербе города Дзержинского языком геральдических символов гармонично отражены история становления города и природные особенности его окрестностей.
Негеральдические фигуры
- В гербе города условно изображена крепостная стена, древний памятник архитектуры[6], предшествующий основанию города — Николо-Угрешский монастырь, заложенный в 1380 году князем Дмитрием Донским в честь победы русского войска над монголо-татарскими захватчиками на Куликовом поле.

По преданию, незадолго до битвы 9 (22) августа 1380 года Дмитрию Донскому явилось видение иконы Святителя Николая (Николая-чудотворца) с пророчеством о благополучном исходе битвы. После битвы на Куликовом поле 8 (21) сентября 1380 год был заложен первый камень в знак великого чуда.
Стена Николо-Угрешского монастыря, которая представлена на гербе, представляет собой уникальное архитектурное сооружение в мире. Она носит название Палестинской или Иерусалимской стены.
- Значение этой победы отражено восходящим солнцем — символом свободы и мира.
- Голубая волнообразная оконечность показывает то, что город стоит на берегу реки Москвы.

Геральдические эмали
Объединяющим основную идею герба является красный цвет — в геральдике символизирует мужество, геройство, храбрость, самоотверженность и справедливую борьбу.

## Крепостные стены и башни

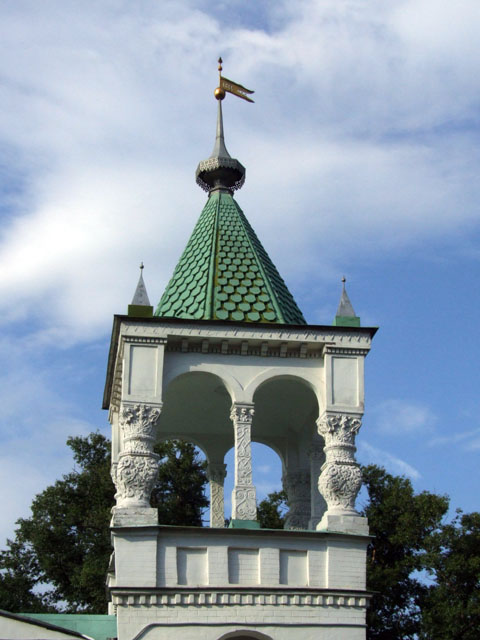
«правая башня ниже и имеет сквозную двойную арку»
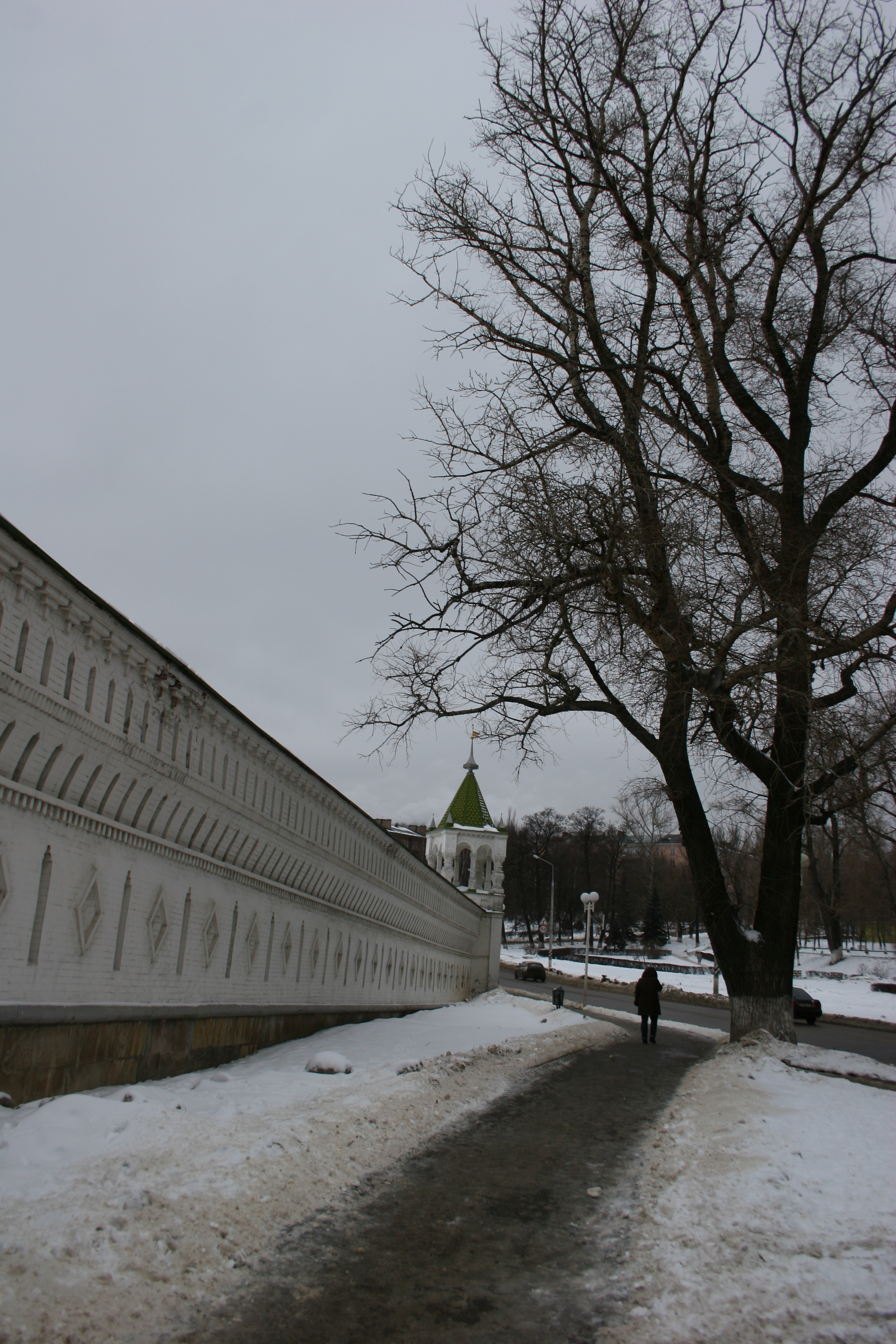
«серебряная... стена без зубцов»
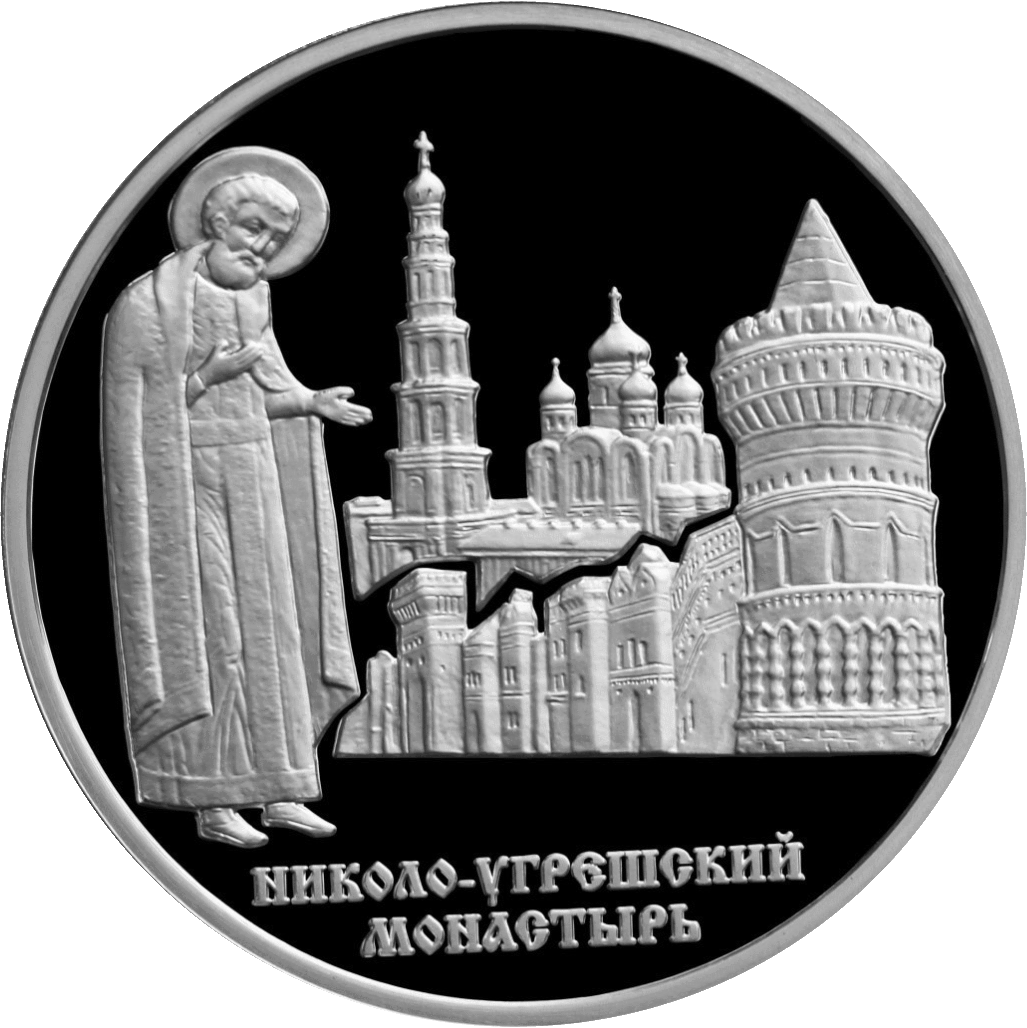
левая башня (самая правая на монете)